# Българският вестник
„Българският Вестник“ е вестникът на българите в Кипър. Той вече не е единственият български вестник на острова на Афродита, издаван от 2006 година насам. Вестникът е седмичник и излиза всяка събота, идеята му е да информира българите в Кипър за новини от България, новини от Кипър и за това как живеят българските емигранти по другите държави.